# Gieorgij Szachnazarow
Gieorgij Chosrojewicz Szachnazarow (orm. Գեորգի Խոսրովի Շահնազարով, ros. Георгий Хосроевич Шахназаров; ur. 4 października 1924 w Baku, ZSRR, 15 maja 2001 w obwodzie tulskim) – radziecki politolog, prawnik i działacz partyjny pochodzenia ormiańskiego, absolwent Bakijskiego Uniwersytetu Państwowego, doktor nauk prawnych (odpowiednik polskiego stopnia doktora habilitowanego), członek korespondent Akademii Nauk ZSRR, uhonorowany w 1980 roku Nagrodą Państwową ZSRR za podręcznik szkolny „Wiedza o społeczeństwie”. Jest ojcem reżysera Karena Szachnazarowa.
Pochowany na Cmentarzu Trojekurowskim w Moskwie.